# Мала Кисівка
Мала Кисівка — колишнє село в Коломацькому районі Харківської області, підпорядковувалося Коломацькій селищній раді.
Дата зникнення невідома — між 1972 та 1986 роками.
Мала Кисівка прилягала до смт Коломак.

## Принагідно
- Прадідівська слава [Архівовано 14 червня 2018 у Wayback Machine.]
- Історія міст і сіл УРСР
- Вікімапія